# 耳をすませば サウンドトラック
『耳をすませば サウンドトラック』（みみをすませば - ）は、野見祐二によるスタジオジブリ映画『耳をすませば』の劇伴を収めたオリジナル・サウンドトラック。発売日は1995年7月10日。発売元は、徳間ジャパンコミュニケーションズ。規格品番：TKCA-70648。

## 解説
近藤喜文監督のスタジオジブリ映画『耳をすませば』（1995年7月公開）の劇中で使用された音楽を収録した、サウンドトラックCD。多くは野見祐二作曲によるものであるが、主題歌に使用されている「故郷へかえりたい (Take Me Home, Country Roads)」の日本語訳である「カントリー・ロード」は編曲のみを担当。
映画本編では冒頭、遠く新宿方面を望む東京の夜景シーンとともに、オリビア・ニュートン＝ジョンが歌う 「カントリー・ロード」（1976年発表）が使用されているが、オリビアのバージョンは本アルバム未収録。劇中で、ヴァイオリンの演奏とともに歌われる「カントリー・ロード（ヴァイオリン･バージョン）」とエンディングで使用されるバージョンのみが収録されている（ヴォーカルはともに本名陽子）。なお、シングルでもリリースされたエンディング・バージョンのイントロが、本アルバムでは1曲前の「夜明け」のアウトロと繋がっている。単体ヴァージョンはシングルか、セレクションアルバム『STUDIO GHIBLI SONGS』（1998/5/21発売、TKCA-71381）または『スタジオジブリの歌』（2008/11/26発売、TKCA-73381）等で聴くことが出来る。
基本的に、楽曲は映画で使用される順番に収録されており、歌詞カードには野見祐二や本名陽子の顔写真や、野見自身によるライナーノーツが掲載されている。

## 収録曲
「カントリーロード」を除いて、作曲・編曲は全て野見祐二による。
1. 丘の町（3:13）
2. 猫を追いかけて（3:11）
3. 地球屋（1:07）
4. エルフの女王（1:00）
5. 夏の終わり（0:56）
6. 打ち明け話（2:04）
7. 電車に揺られて（1:21）
8. 丘の上、微風あり（2:17）
9. エンゲルス・ツィマー（天使の部屋）（2:02）
10. ‐ヴァイオリン・チューニング‐（0:09）
11. カントリー・ロード（ヴァイオリン・バージョン）（2:48）
12. 満天の夜空（2:08）
13. 流れる雲、輝く丘（3:21）
14. きめた! わたし物語を書く（2:28）
15. 飛ぼう! 上昇気流をつかむのだ（1:35）
16. 古い木版画（0:15）
17. カノン（2:33）
18. 迷いの森（0:53）
19. 追憶（4:06）
20. バロンのうた（2:40）
21. 夜明け（1:20）
22. カントリーロード（4:24）
  - 日本語訳詞: 鈴木麻実子、補作詞: 宮崎駿、作詞・作曲: John Denver・Bill Danoff・Taffy Nivert、編曲: 野見祐二

## 関連作品
- 猫の恩返し
- カントリー・ロード（本名陽子）